# Epilobium anatolicum
Epilobium anatolicum är en dunörtsväxtart. Epilobium anatolicum ingår i släktet dunörter, och familjen dunörtsväxter.

## Underarter
Arten delas in i följande underarter:
- E. a. anatolicum
- E. a. prionophyllum